# Мечи с личным именем
В список включены исторические, легендарные или же вымышленные мечи, которые имеют имя собственное или получили прозвище благодаря своим уникальным характеристикам (как, например, «Меч в камне» из артуровского цикла легенд или  «Огненный меч» из Библии).
Некоторые из перечисленных клинков — национальные сокровища различных государств, экспонируемые в музеях, но большинство стало неодушевлёнными персонажами мировой литературы.

## Характеристика
Наименование оружия «личным» именем — приём «одушевления» этих инструментов военного ремесла. По указанию учёных-филологов, имена, даваемые оружию, в тексте «структурируют» ситуацию, в которой они используются. Имена позволяют человеку представить силу, которая воплощена в «окрещённом» оружии, а также делают его более знакомым и близким читателю.
Практически все достойные герои-воины Средневековья имели именные мечи. Если оружие у героя-человека имеет личное имя, это подчёркивает персональное могущество этого человека, поскольку «простые» люди таким оружием владеть не могут, причём «слава героя связана с его оружием», вдобавок, особенные герои ассоциированы с нестандартным оружием.
Имя собственное оружия подчёркивает его важность для сюжета — «имя делает его живым в сюжете. Они поднимаются над уровнем простого предмета и становятся действующими лицами». Кроме того, имя позволяет его воспринимать, как будто оно — живое существо c характером, «часто меч выступал не просто инструментом в справедливых руках, а сам был мерилом и защитником справедливости», подчас оружие представлялось способным самостоятельно отслеживать честность своего владельца и наказывать его в случае нарушения данного слова. Если у оружия есть имя, то, скорее всего, у него есть и необычные сверхъестественные (магические или божественные) дополнительные качества; кроме того, оно либо даровано герою волшебным покровителем («волшебный дар»), либо добыто им с большим трудом. Это связано с верой в магические свойства материальных предметов, которая была характерной чертой средневековой религиозности, когда вещи служили своего рода аккумуляторами магической силы.
Присвоение оружию имени являлось удобным литературным приёмом в случае, если требовалось проследить его судьбу на протяжении долгого периода, то есть если оно передавалось по наследству, исчезало на несколько поколений или ломалось и перековывалось. Это было особенно важно, поскольку оружие, доставшееся «от предков», гарантировало удачливость героя, аккумулируя успехи предков, что в эпосе могло рассматриваться как боевая магия. C другой стороны, помимо удачи, новый владелец именного меча мог получить от предыдущего и его проклятие (эти приёмы использует и обнажает в своей эпопее Толкин, профессор литературы и знаток эпоса).
Иногда имя оружия загадочно, а иногда — «говорящее» о его характере или способностях: кельтское копьё Крималл («в кровавых пятнах»), японское копьё Томбогири («Подсекатель стрекоз»), лук Тристана Фейл-нот («Без промаха»). Исследование личных имён оружия позволяет проследить эволюцию текстов, в которых они встречаются, если речь идёт об эпосе (ср. мутацию имени меча Экскалибур → Калибур).
Исследователи англосаксонской литературы указывают, что несмотря на огромное количество сохранившихся имён мечей (около 200), неизвестно, существовала ли практика давания оружию имени в реальности, или это только поэтический приём. Однако археологические находки (рунические памятники) указывают, что упоминаемая в памятниках традиция писать имя меча на лезвии действительно подтверждается.

### Связь с владельцем
Оружие, фигурирующее в произведении, является важным символическим объектом, раскрывающим подчас суть его или, чаще — своего владельца, героя произведения.
«В рамках общего символизма борьбы героя, его оружие, в некотором смысле, — дубликат, аналог чудовища, с которыми он должен бороться. Подобно тому, как существуют различные виды чудовищ, так есть и различные виды оружия. Таким образом, оружие, используемое в мифическом бою, придаёт глубокое и специфическое значение: оно характеризует и героя, и врага, которого он пытается уничтожить. Так, в чисто психологической интерпретации символа, когда враг — только силы, угрожающие герою изнутри, оружие становится подлинным олицетворением состояния конфликта (крылья Икара, меч Персея, палица Геркулеса, посох Эдипа, трезубцы Нептуна, Гадеса и Сатаны)». Юнг обобщает это, сказав «оружие — это волеизъявление, направленное на определенный результат».
Интерпретация Поля Диеля о символизме оружия также подчёркивает его нравственное, моральное значение. Он отмечает, что «оружием, полученным от божества» (частый приём в мифах, легендах и фольклоре) герой должен бороться со своими иррациональными желаниями, против притягательных чудовищ — таким образом, послужив высшим идеалам своего духа. Оружие символизирует мощь и функции сублимации и спиритуализации, по контрасту с чудовищами, которые не изменяют своим низменным силам. По этой причине в мифах и легендах подчёркивается почти автономная мощь оружия, атрибутов и предметов, принадлежавших героям, святым и полубогам.
«Поскольку оружие главным образом характеризует героя или рыцаря, меч очень часто тесно связан со своим владельцем, будто становясь его частью, и иногда имеет своё собственное имя или личность. (…) Меч, таким образом, становится символом или представителем, как бы говоря от своего хозяина, и если рыцарь имеет задачу примириться с внешним миром и его преодолеть, меч можно сравнить с некоторыми функциями личности, перед которой стоит эта задача».
Присвоение оружия символизирует приобретение силы побеждённого. Игра с оружием символизирует победу любви над войной. Оружие разрушения в руках богов символизирует также освобождение, ибо они поражают невежество и низшее «Я» человека, чтобы пробудить сознание и ощущения.

## Исторические мечи Европы

### Коронационные мечи
- Государственный меч Российской империи — коронационная регалия Российской империи (Оружейная палата).
- Драгоценный жертвенный меч (Jewelled Sword of Offering) — коронационный меч английских королей, изготовлен в 1820 г.
- Имперский меч (нем. Reichsschwert) — коронационный меч императоров священной Римской империи, так же известен как меч святого Маврикия (один из двух с таким названием, второй в Турине).
- Меч милосердия (англ. Sword of Mercy) — тупой меч Эдуарда Исповедника, символ милосердия, который и сегодня торжественно носят в процессиях во время коронации британских королей. По легенде, его остриё было обломано ангелом, чтобы не допустить противоправного убийства. Такой тип церемониальных мечей носит название Куртана (Curtana), от латинского curtus, укороченный.
- Щербец, коронационный меч королей польских.
- Жуайёз (фр. Joyeuse, «радостный») — коронационный меч французских королей, принадлежавший по легенде Карлу Великому. На самом деле изготовлен намного позднее эпохи Карла. В настоящий момент экспонируется в Лувре.

### Мечи монархов и святых
- Грус — меч Болеслава III Кривоустого.
- Меч святого Маврикия — хранится в Турине, по легенде принадлежал святому.
- Лобера (Lobera) — меч кастильского короля Фернандо III (1199—1252), причисленного католической церковью к лику святых. Находится в Севильском кафедральном соборе, где похоронен и сам монарх.
- Меч св. Бориса — князь Андрей Боголюбский вывез из Киева в 1155 году вместе с иконой Владимирской Богоматери[19][20]. После смерти Андрея меч хранился в одной из церквей г. Владимира.
- Меч князя Довмонта, которым его благословил на битву с Тевтонским орденом игумен Исидор в 1272 году, как святыня, хранится во Пскове. Там же хранится меч Всеволода Мстиславича — оба клинка были «оберегами» города.
- Меч святого Петра — хранимый в музее архидиоцеза (Познань) меч (точнее, однолезвийный фальшион), который отождествляется с мечом, которым, согласно Евангелиям, апостол Пётр отсёк ухо рабу Малху.

### Другие
- Меч Сталинграда — вручен в 1943 году Председателю СНК СССР и секретарю ЦК ВКП(б) И. В. Сталину в знак восхищения британского народа подвигом защитников Сталинграда.
- Тисона, или Тизона (исп. Tizona) — меч Эль Сида, национальное сокровище Испании. Знаменит по «Песне о моём Сиде», в соответствии с которой был взят Сидом в качестве трофея у убитого им мавританского короля Букара[21]. Меч, считающийся Тизоной, экспонируется в соборе города Бургос, рядом с могилой Сида.
  - Колада — второй меч Эль Сида, менее знаменитый клинок. В соответствии с «Песней о моём Сиде», добыт Сидом у графа Беренгера Рамона Братоубийцы[22].

## Легендарные и вымышленныемечимирового эпоса

### Мечи разных народов
- Аскалон (Ascalon) — меч Св. Георгия (по средневековым легендам)[23].
- Иштен Кардъя (Az Isten Kardja, «Меч Бога Войны (Марса)») — оружие Аттилы (по Иордану, средневековым легендам).
- Азот (Azoth) — магический меч Парацельса (по средневековым легендам). Азот — это имя демона, заключённого в кристалл, использованный в эфесе этого оружия.
- Дамоклов меч
- Бжейкуа-Бжашла (абх. Бжеиқәа-Бжашла, «получёрный-полуседой») — меч Цвицва, героя абхазского нартовского эпоса.
- Меч-кладенец — меч Святогора и Ильи Муромца (в русском фольклоре).
- Фэнэс (слово-оборотень, при чтении наоборот читается как «Сэнэф» — с адыгского переводится как «светлый меч») - меч Хымыщыко Пэтэрэза (адыг. Хъымыщыкъо Пэтэрэз), героя адыгского нартского эпоса.
- Финист — ещё один вариант названия меча Святогора
- Пламенный меч (пламенеющий) — принадлежит ангелу (херувиму), поставленному сторожить Эдем после изгнания оттуда Адама и Евы (в Книге Бытия (3:24)).
- Хрисаор — золотой меч королевы феи, символ высшего одухотворения, принадлежал Артегалу (Artegal). Другой меч из «Королевы Фей» — Сангламор (Sanglamore) — принадлежал Браггадоккио (Braggadochio). Меч короля Артура в этой поэме зовётся Morddure (Эдмунд Спенсер, «Королева Фей»).
- Вострый меч (Vorpal Sword, он же Стрижающий Меч) — оружие убийства Бармаглота (Льюис Кэррол). Название употреблено в «Сонной лощине» для меча Всадника-без-головы, а также в «Хрониках Амбера» американского писателя Роджера Желязны.
- Тур Кэцакин (Tur Ketsakin) (Թուր-Կէծակին (tʰwɹ kʼɛtsʼɑkʼin)) — «Меч-Молния» из армянского эпоса «Давид Сасунский».

### Мечи вбританском мифе
- Кроцеа Морс (Crocea Mors, «Желтая смерть») — меч Юлия Цезаря согласно Гальфриду Монмутскому (в Британском мифе).
- Меч Грааля (The Grail Sword) — сломанный меч, соединенный сэром Персивалем, в котором все равно осталась трещина.
- Меч в камне — дважды встречается в легендах Артуровского цикла.

1. Меч, который юный Артур извлёк из каменной глыбы, доказав тем самым своё право на трон. Встречается вариант его имени — Кларент (Clarent). Не путать с Экскалибуром (см. ниже), вторым мечом Артура, полученным им из рук Владычицы Озера.
2. Меч, вложенный в глыбу красного мрамора, которая приплыла по воде в замок Камелот. Согласно надписи на рукояти, извлечь его мог лишь тот, кто станет славнейшим на свете рыцарем. Из всех рыцарей Круглого Стола вынуть меч смог только юный Галахад. Именно ему было суждено впоследствии найти Святой Грааль и стать его хранителем[24].

- Филиппа — меч Марка Антония (в поздней англ. литературе, в частности «Антоний и Клеопатра» Шекспира).
- Экскалибур, Калибурн — меч короля Артура. Его ножны останавливали кровотечение.

### Кельтскиемечи
- Бегаллта (Begallta, «Маленькая Фурия») — меч Диармайда[англ.] (ирл. Diarmuid Ua Duibhne). Его второй меч:
  - Нораллтах (Nóralltach, «Большая Фурия»). Эти мечи ему вручает владыка моря Мананнан Мак Лир, чтобы он смог противостоять Финну Мак-Кумхайлу.
- Дирнуин (Dyrnwyn) — меч короля Стратклайда Ридерха (англ. Riderch I of Alt Clut), горевший огнём, но не оставлявший ожогов.
- Каладболг — меч Фергуса мак Ройга. В первоначальных версиях мифа использовался Кухулином. Отождествляется с Экскалибуром более позднего времени. Обладал достаточной силой, чтобы срезать три холма. Другой меч Фергуса назывался Леохайн (Leochain). В саге о Фергусе мак Лети герой также обладал мечом по имени Каладболг[25].
- Калад-колг (Calad-colg) — отождествляющийся с предыдущим, а также с Экскалибуром, меч Огмы в битве при Маг Туиред. Также — Кухулина. Выкован феями.
- Клив-Солаш, Claíomh Solais (Claidheamh Soluis, «Меч Солнца, Меч Света») (меч Нуаду) — меч легендарного короля Ирландии Нуаду Серебряная Рука, представителя племен Богини Дану, который невозможно было отразить. Одно из 4 сокровищ племен богини Дану. Также отождествлялся с более поздним Экскалибуром.
- Круайдин Крепкоголовый (Круадин) — меч Кухулина. Говорящий и поющий. Другой поющий меч принадлежал Конаире Мору (Conaire Mor).
- Орна — меч Тетры, короля фоморов, который нашёл воитель Огма в битве при Маг Туиред. Разговаривал.
- Фрегарах (Fragarach, Frecraid, Freagarthach, «Отвечающий») — меч ирландского владыки моря Мананнана и бога Луга, который мог разрубить любой доспех.

### Скандинавские и германские мечи
- Адельринг (Adelring) — меч, фигурирующий в нескольких датских балладах. Его нашёл Дидерик (Diderik) в логове дракона. Также это имя меча Сиворда Снаренсвенда (Sivord Snarensvend), одолженного его братом (зятем) Хаагеном (Haagen), в «Sivord and Brynhild». Также это меч, который дала Свендалю (Svendal, Svedal, Svennendal) его мать, разговаривая с ним из могилы. Под именем Aaddellring фигурирует как оружие, о котором мечтал клеветник Раффеунгаард (Raffeuengaard), но обвиненная леди Гунер (Guner), жена герцога Хендрика, дала его Мемерингу, который сразился за неё. Обвинитель взял на поединок меч Судвинд (Sudwynd), но все равно проиграл. И, наконец, меч Гралвера, победителя драконов, в «Gralver kongesøn».

- Ангурва, Энгервадель (Angurva, Angurvadel, Angurvadil, Angurvddel)  — меч Фритьофа (Фритиора). Украшен магическими рунами, которые ярко разгорались в дни войны и тухли в мирное время. («Сага о Фритьофе Смелом[англ.]»).
- Атвейг — пел от счастья, когда его вынимали из ножен (вариант: пел перед битвой во имя Христа), но с него стекали капли крови от горя, если бой шёл вдалеке.
- Бальмунг — меч Зигфрида (по «Песне о Нибелунгах»). В «Эдде» у Сигурда меч называется Грам, в вагнеровском цикле — Нотунг (Nothung), также иногда отождествляется с Мимунгом (Mimung). Бальмунг был выкован Велундом для Одина, сломан и перекован Регином. Этот меч был вынут Сигмундом из родового дерева (Barnstokk), куда он был воткнут Одином.
- Бертинг (Birting, Bertinng, Bierting, Birting, Bjerting, Grundtvig) — меч, который молодой Орм получил от своего мертвого отца Сигурда, говорившего с ним из могилы. (Датская баллада Childe Orm and the Berm Giant).
- Блутганг (Blutgang, Blóðgang, Blodgang, Blodgaang, «Кровопийца») — меч молодому Хиеме (Hieme, Хеймиру) в «Саге о Тидреке» (Thiðrek). Сломался о шлем Тидрека Хилдигримр. Другие мечи из этой саги:
  - Эккисакс (Ekkisax), принадлежал Экке (Ekka), захвачен Тидреком. Выкован карликом Наином (Nain).
  - Наглхринг (Naglhring) — меч Грима, выкован Алфреком.
- Бринниг (Brinnig) — меч мастера Гильденбрандта. В «Саге о Тидреке» имя его меча — Lagulf. Другой вариант — Freise.
- Велсунг (Welsung) — меч Иринга (Iring). Другой вариант названия Белсунг (Belsung). Также — меч Битерольфа (Biterolf) и его сына Дитлейба (Dietleib).
- Васкен (Waske) — меч маркграфа датского Иринга, которым он разрубил шлем Хагена («Песнь о Нибелунгах»).
- Дайнслейф (Dáinsleif) — меч из легенд викингов. Выкован карликами. Не может вернуться в ножны, если никого не убил. Принадлежал королю Хогни (Hogni).
- Меч Ёкуля — меч Греттира, прежде принадлежавший его деду Ёкулю.
- Кверн-битер (Quern-biter) — меч короля Хакона I и Торальфа Сколинсона (Thoralf Skolinson).
- Колебранд (Kolebrand) — меч Риболта (Herr Ribolt).
- Лэватейнн[англ.] — меч из эддической поэмы «Fjölsvinnsmál». Мог быть выкован Велундом.
- Легбитер (Legbiter) — меч Магнуса III Норвежского.
- Меч Алиуса и меч Олиуса («Alíusar sverð» og «*Olíusar sverð») — парные мечи, выкованные карликами Алиусом и Олиусом для короля Будли Шведского (Budli), «Ásmundar saga kappabana»[26].
- Миммеринг (Mimmering, Mimmung, Mimming, Mimminc, Mimminge, Mîminge, Mimungr, Minnungur, Mimming) — меч Видрика Верландсона (Виттиха) (Vidrik Verlandson; Wittich), датская баллада[27]. Выкован Вейландом. Затем принадлежал Дитриху и Хейму (Heim), который отдал его Зигфриду.
- Мистелтейнн — меч из саги «Hrómundar Saga Gripssonar», никогда не мог затупиться. Был выигран Хромундом у бессмертного короля-волшебника.
- Нагерлинг — меч Дитриха фон Берна (Dietrich Von Bern). Выкован великаном Гримом. Отождествляется с Наглхрингом, принадлежавшим Гриму в «Саге о Тиореке».
- Рефил (Refil) — меч Регина в одной из версий «Песни о Нибелунгах».
- Ридилл и Хротти (Ridill и Hrotti) — два магических меча, часть сокровищ Фафнира, найдены Зигфридом. Ридиллом Зигфрид вырезал Фафниру сердце.

- Росса — меч Отвита, короля лангобардов. Подарен ему королём карликов Альбрихом. Сиял всеми цветами.
- Сахо (Sacho, Sachu) — меч Эка (Eck).
- Скофнунг — меч Кормака, принадлежавший Скегги. В нём были заключены души двенадцати берсерков («Сага о Кормаке»).
- Тюрвинг, Тюрфинг (Tyrfing, Tirfing, Tervingi)  — магический меч, вылетая из ножен, ищет жертвы и не идет обратно в ножны, пока не прольется кровь. Первым владельцем был король Свафрлами («Старшая Эдда»). Согласно «Саге о Хледе» (эддическая песнь, не входящая в Codex Regius («Королевский Кодекс») и описывающая битву на Каталаунских полях и её предпосылки) это меч Ангантюра (Агантира), короля готов, которым он сражался в битве Каталауна. В этой саге он упоминается в ст. 9: «…И воинов много\ Падет на траву,\ Прежде чем Тюрвинг начну я делить…» и в прозаической вставке между ст. 29 и 30: «…что полки гуннов дрогнули. Увидев это, Ангантюр вышел из ограды щитов, стал во главе войска и, взяв Тюрвинг в руки, начал рубить людей и коней». Его же меч в «Саге о Фритьофе Смелом». У Рихарда Вагнера — меч Одина.
- Хвитинг («Белый») — меч Берси. Поражает врага, но исцеляет друга, если прикоснется плашмя. («Сага о Кормаке»).
- Хофуд (Hofud) — меч Хеймдаля, стража Бильфроста.
- Хундингсбана — волшебный меч Фрейра, который сражался сам по себе.
- Хрубинг — его сталь закалена соком ядовитых трав, кровью, добытой в сражениях.
- Хрутинг  — меч Беовульфа (данный ему Унфертом и затем вернувшийся к нему).
- Нэглинг — второй меч Беовульфа, сломавшийся в битве с драконом.
- Шрит (Schrit) — меч Битерольфа (Biterolf).

### Мечи рыцарских романов и песен
Имена мечей из французской рыцарской литературы в большинстве случаев следует склонять и переводить на русский язык, используя женский род.
- Адолейк (Adolake, Hatholake) — меч сэра Торрента Портенгейльского (Torrent of Portyngale), выкован Вейландом.
- Аронди (Arondie, Arondight, Arondight)  — меч Ланселота[28]. Получил его в возрасте 18 лет во время посвящения в рыцари королём Артуром. Упоминается также другой его меч — Chastiefol, а против саксов он сражался мечом по имени Seure. В итальянском эпосе он владел мечом Кьяренца (Chiarenza, «Ясность»).
- Бализарда (Bélisandre, Bélisandra, Balisarde) — магический меч Роджеро, врага Рено де Монтабана. Дар волшебницы. (Ариосто, «Неистовый Роланд», II, 6). Также — шутливое прозвище, которым называл свою изящную шпагу Портос в «Трех мушкетерах». Другие мечи из этой поэмы:
  - Транкера (Tranchera) — меч Агрикана, противника Орландо (в «Неистовом Роланде»)
- Бейерлант (Beierlant, Баварский) — меч Трефериса (Treferis), цикл Дитриха фон Бёрна[29].
- Балсвенден (Balswenden, Palswendin) — меч Таргиса Туртозского (Targis von Tortôse), одного из сарацинских графов Марселя, врага Роланда[30]
- Батисм (Batism) — меч сарацинского рыцаря Фьерабраса (Fierabras, Ferumbras). Два других его меча, выкованные тем же кузнецом по имени Ansias — Florence и Graban.
- Биттерфер (Bitterfer) — меч, который дала Горну принцесса Римнельд. Выкован Вейландом. (Английская баллада «Король Горн»)[31]. Его другой меч — Блауайн (Blauain), захвачен им у ирландского короля Малакина (Malakin).
- Васке (Waskë) — меч Зинтрама (Sintram), персонажа Фридриха де ла Мотт Фукэ.
- Галатин (Galatine, Galatyn, Galantyne) — меч сэра Гавейна.
- Дюрендаль (от «dur» — твердый) — меч Роланда. Другие мечи из «Песни о Роланде»:
  - Жуаёз (Joyeuse, Fusberta Joysa, «Радостная») — меч Карла Великого. Сделан Галасом.
  - Морглес (Murgleis, не поддается переводу) — меч графа Ганелона, отчима Роланда
  - Альтеклер, Отклер (фр. Hauteclaire «Высокосветлый») — меч Оливье, выкован Геласом. Согласно поэме «Жирар Вианский», до Оливье этот меч принадлежал римскому императору Клозамонту, который потерял его в лесу. После того как меч был найден, его отдали папе римскому, но затем им завладел Пипин Короткий, отец Карла Великого, который подарил его одному своему вассалу; последний продал его еврею Иоахиму, ровеснику Понтия Пилата (вечному жиду). Во время поединка с Роландом у Оливье ломается меч. Роланд разрешает ему дослать в Виану за другим. Тогда Иоахим присылает ему Альтеклер, и поединок заканчивается миром[32].
  - его второй меч — Глориоза (Glorieuse, «Славная»);
  - Альмас (Almace, «Святая секира?») — меч архиепископа Турпина (епископ Реймский, 753—794 гг.).
  - Кортана (Куртана, Cortan, Courtain, Kurt) и Саважин (Sauvagine, «Дикая») — мечи Хольгера Датского, выкованные Мунификаном;
  - Пресьоз, Пресьёз (Précieuse, «Драгоценная») — меч мавританского короля Палигана (Baligant)[33].
- Кларми (Clarmie) — меч Энгелирса Васконского (Engelirs of Wasconia), германские тексты
- Курешуз (Courechouse) — меч короля Бана, отца Ланцелота[34].
- Куртуаз (Courtoise, «Учтивая») — меч Вильгельма I, графа Ангулемского (929—956 гг.).
- Корруг (Corrougue) — меч Отюэля (Otuel, Otinel).
- Марвейёз (Merveilleuse, «Чудесная») — меч Дулина Майнцского (Doolin of Mayence).
- Мармадуаз (Marmadoise) — меч Фроля Немецкого (Frolle d’Allemagne) в артуровском цикле, противопоставлялся Экскалибуру.
- Морглэ, Моргли (Morglay, Mor-glaif) — меч Бевиса Хэмптонского (Bevis de Hampton).
- Рос (Rose, Rosse, Rossë; Rôse) — меч, первоначально принадлежавший Орниту Ломбардскому (Ortnit of Lombardy), но найденный Вольфдитрихом (Wolfdietrich).
- Сантакрукс (Santacrux) — меч Тибо де Совиньи (Thibault de Sauvigny), («Le Chevalier au bouclier vert»).
- Фламберж, Фламберг, Фруберта, Флоберж, Фламборж (Flamberge, Floberge, Flamborge) — меч Рено де Монтабана, одолженный ему кузеном Можисом (Maugis), выкован Велундом. Также упоминался как принадлежавший Карлу Великому, сделан Галасом.
- Эгекинг (Egeking, Erkyin) — меч, который взял Грим (Grime), чтобы сразиться с рыцарем Грейстилом (Greysteel), победившим его друга Эгера (Eger) и жестоко отрубившим последнему мизинец в знак победы.

## Азиатские мечи
- Аль-самсама (الﺼامﺼىما, Al-samsama) — меч йеменского поэта-воина Амр бен Мадикариба аль-Зубайди (Amr b. Ma’dīkarib al-Zubaidī; Amr bin Maadi Karib), по прозвищу Abu Thaur («отец быка»).
- Гань Цзян (Gàn Jiàng, 干将) и Мо Се (Mò Xié, 莫耶) — легендарные мечи, выкованные из метеоритного железа китайским кузнецом Гань Цзяном, и названные в честь него и его жены, которая бросилась в пламя, чтобы огонь достиг той температуры, при которой только и можно закалить такой меч (туда добавился жар её сердца — любви к мужу).
- Дхами (Dhami, «острый») — меч Антары, чернокожего арабского воина-поэта.
  - Зуль-хайят (,ذو الحيات Zool hyyat, Ḏū l-hayat) — меч врага Антара Залим ибн-Харита (Zalim ibn-Harith), а затем Харит аль-Залима (Harith al-Zalim).
- Змеиный меч — принадлежал индийскому царю Ашоке.
- Зу-ль-фака́р (ذو الفقار, Зульфакар, Зульфикар, Джуль Факар, «Бороздчатый», досл. «Имеющий позвонки») — меч Али ибн Абу Талиба, прежде — его тестя пророка Мухаммада. Он же упоминается как скимитар Dhu' l Fakdr (Dhu al-faqar, «Решительный»). Не сохранился. Всего у Мухаммада было 9 мечей[35], прочие:
  - Al-'Adb (аль-Адб),
  - Al Battar (аль-Баттар «Задира, Вояка»),
  - Al-Ma’thur (аль-Маатур),
  - Al-Mikhdham (аль-Михзам),
  - Al-Rasub (аль-Расуб),
  - Al-Qadib (аль-Кадиб),
  - Halef (Hatf, Халеф, Хатф, «Смертная»),
  - Medham, Qal’i (Мезам, Кали)
- Камифуса-но-сукэ Канэсигэ (Kamifusanosuke Kaneshige) — меч Мусаси, сделан в Бидзэне.
- Когарасу-мару[англ.] (小烏丸) и Нукэмару (抜丸) — родовые мечи семьи Тайра.
- Кусанаги — священный меч, преподнесённый богине Аматэрасу богом Сусаноо, принадлежит к Трем Великим Сокровищам Императора (Япония). Добыт, согласно преданию, из хвоста восьмиголового дракона. Мог управлять ветрами. Перед этим из другого меча Сусаноо богиней Аматэрасу были созданы при творении мира три женщины.
- Меч Гоуцзяня (кит. 越王勾踐劍, Sword of Goujian) — меч царя Гоуцзяня, (Китай, эпоха Вёсен и Осеней), археологическая находка, насчитывающая ок. 2500 лет.

- Монохоси Дзао (яп.蔵王; Сушильный Шест) — нодати Сасаки Кодзиро работы мастера Нагамицу из Бидзэна.
- Мурамаса (村正, Muramasa) — знаменитая катана, Япония.
- Ратна Мару (Ratna Maru) — меч Калки.
- Самсамха (Samsamha, Sansamha) — меч Гаруна-ар-Рашида, халифа Багдадского.
- Семизубый меч (Нанацусая-но-тати, Ситисито, Seven-Branched Sword, 七支刀) — одно из национальных сокровищ Японии, IV в. до н. э.
- Тоцука-но цуруги — легендарный клинок, принадлежавший богу Ветра Сусаноо. Этим мечом Сусаноо отрубил все головы и хвосты Ямата-но ороти. Кроме этого, меч был использован Идзанаги для убийства бога Огня, своего сына[36].
- Тхуантхьен (вьет. Thuận Thiên, тьы-ном 順天, Воля Небес) — мифический меч, дарованный волшебной золотой черепахой озера «Хоанкьем» вьетскому императору Ле Лою (вьет. Lê Lợi), который с помощью него освободил в XV в. свою страну Дайвьет от китайского владычества.
- Хондзё Масамунэ (本庄正宗)— лучший клинок работы великого японского оружейника Масамунэ (1288—1328). После смены нескольких владельцев стал собственностью основателя сёгуната Токугава Иэясу и хранился в семье Токугава до 1946 года. Исчез в 1946 г., одно из самых ценных разыскиваемых произведений японского искусства[37].
- Чандрахас (Chandrahas, «Лунный клинок») — меч Раваны, повелителя ракшасов в «Рамаяне».
- Шамшир-е Зоморроднегар (شمشیر زمردنگا, «Украшенный Изумрудами») — меч Эмира Арсалана (Amir Arsalan), принадлежавший до этого царю Соломону (в персидском фольклоре).